# Maya Pedersen-Bieri
Maya Pedersen-Bieri (n. 27 noiembrie 1972, Spiez⁠(d), Berna, Elveția) este o sportivă ce a reprezentat Elveția, medaliată olimpică. A participat la 3 ediții ale Jocurilor Olimpice (2002, 2006, 2010) în care a câștigat o medalie de aur.